# Dragutin Lerman

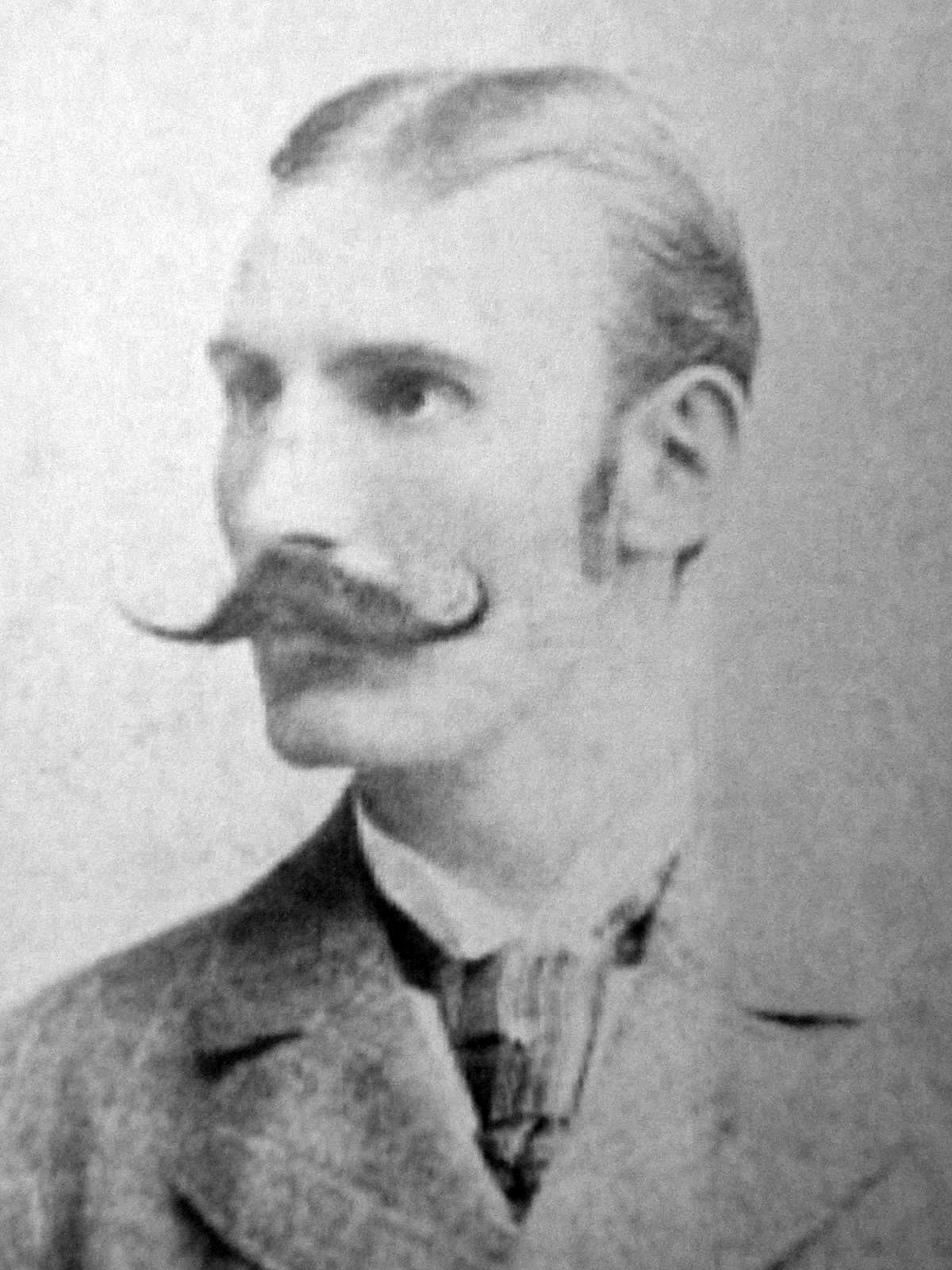
Dragutin Lerman

Dragutin Lerman (* 24. August 1863 in Požega, Slawonien; † 12. Juli 1918 in Kreševo, Bosnien) war ein österreich-ungarischer Forschungsreisender bzw. Afrikaforscher kroatischer Abstammung.

## Leben
Lerman schloss sich 1882 Henry Morton Stanley an, der im Auftrag von Leopold II. Verträge mit Stammeshäuptlingen im Kongogebiet abschloss, um dessen Traum vom Kongo-Freistaat zu ermöglichen.
Nachdem Lerman das Vertrauen von Leopold II. gewonnen hatte, rüstete Lerman auch eigene Expeditionen aus; insgesamt bereiste er den Kongo viermal über längere Zeit (1882–1885, 1888–1890, 1892–1894 und 1896). Dabei entdeckte er Wasserfälle am Kwil, die er nach dem kroatisch-ungarischen Adelsgeschlecht Zrinski benannte.

## Werke und Sammlung
Lermans Tagebücher Dnevnik iz Afrike (Tagebuch aus Afrika, 1891) und Novi dnevnik iz Afrike (Neues Tagebuch aus Afrika) inspirierten die Brüder Mirko und Stjepan Seljan zu ihren Reisen nach Afrika und Südamerika. Die Originale befinden sich im Besitz der Kroatischen Akademie der Wissenschaften und Künste.
Ein großer Teil der Artefakte, die Lerman auf seinen Reisen gesammelt hatte, nämlich 493 ethnografische Gegenstände, befinden sich heute im Ethnographischen Museum Zagreb.